# Liste der Biografien/Staf
Liste der Biografien |
Portal Biografien |
Personensuche
# |
A |
B |
C |
D |
E |
F |
G |
H |
I |
J |
K |
L |
M |
N |
O |
P |
Q |
R |
S |
T |
U |
V |
W |
X |
Y |
Z |
?
 
Sa |
Sb |
Sc |
Sd |
Se |
Sf |
Sg |
Sh |
Si |
Sj |
Sk |
Sl |
Sm |
Sn |
So |
Sp |
Sq |
Sr |
Ss |
St |
Su |
Sv |
Sw |
Sy |
Sz
 
Sta |
Ste |
Sth |
Sti |
Stj |
Stl |
Sto |
Str |
Sts |
Stt |
Stu |
Stv |
Stw |
Sty
 
Staa |
Stab |
Stac |
Stad |
Stae |
Staf |
Stag |
Stah |
Stai |
Staj |
Stak |
Stal |
Stam |
Stan |
Stap |
Star |
Stas |
Stat |
Stau |
Stav |
Staw |
Stax |
Stay |
Staz
Die Liste der Biografien führt alle Personen auf, die in der deutschsprachigen Wikipedia einen Artikel haben. Dieses ist eine Teilliste mit 103 Einträgen von Personen, deren Namen mit den Buchstaben „Staf“ beginnt.

## Staf
- Staf, Kees (1905–1973), niederländischer Politiker (CHU) und Staatssekretär

### Staff
- Staff genannt von Reitzenstein, Hermann von (1790–1867), preußischer Generalleutnant
- Staff, Curt (1901–1976), deutscher Jurist, Präsident des OLF Frankfurt am Main
- Staff, genannt von Reitzenstein, Adolph von (1854–1936), Präsident mehrerer Oberlandesgerichte
- Staff, Hanne (* 1972), norwegische Orientierungsläuferin
- Staff, Hans von (1883–1915), deutscher Geologe
- Staff, Ilse (1928–2017), deutsche Rechtswissenschaftlerin
- Staff, Jamie (* 1973), britischer Radrennfahrer
- Staff, John E. († 1949), US-amerikanischer Sergeant, Todesopfer an der Sektorengrenze in Berlin
- Staff, Leopold (1878–1957), polnischer Dichter, Dramatiker und Literaturübersetzer
- Staffa, Christian (* 1959), deutscher evangelischer Theologe, Antisemitismus-Beauftragter
- Staffa, Dino (1906–1977), italienischer Kardinal der römisch-katholischen Kirche
- Staffa, Fanny (* 1976), deutsche Schauspielerin
- Staffa, Franz (1907–1981), österreichischer Politiker (SPÖ), Landtagsabgeordneter, Abgeordneter zum Nationalrat
- Staffa, Klaus (* 1953), deutscher freischaffender Perkussionist, Komponist und Musikpädagoge
- Staffa, Walter (1917–2011), deutscher Kommunalpolitiker
- Staffaneller, Norbert (* 1941), österreichischer Politiker (FPÖ), Abgeordneter zum Nationalrat
- Staffehl, Hermann (1873–1939), deutscher Politiker (DNVP), MdR
- Staffel, Andreas F. (* 1965), deutscher Komponist und Pianist
- Staffel, Louis (1866–1921), deutscher Unternehmer, Mitglied des Kurhessischen Kommunallandtages Kassel
- Staffel, Tim (* 1965), deutscher Schriftsteller, Dramatiker und Theaterregisseur
- Staffelbach, Bruno (* 1957), Schweizer Wirtschaftswissenschaftler
- Staffeldt, Adolph Wilhelm Schack von (1769–1826), erster romantischer Dichter in Dänemark
- Staffeldt, Sven (* 1974), deutscher Germanist
- Staffeldt, Timo (* 1984), deutscher Fußballspieler
- Staffeldt, Torsten (* 1963), deutscher Maschinenbauingenieur und Politiker (FDP), MdB
- Staffell, Charles D. (1915–1999), britischer Spezialeffektkünstler
- Staffell, Tim (* 1948), britischer Rocksänger, Bassist, Modellbauer und DesignerTim Staffell (* 1948)

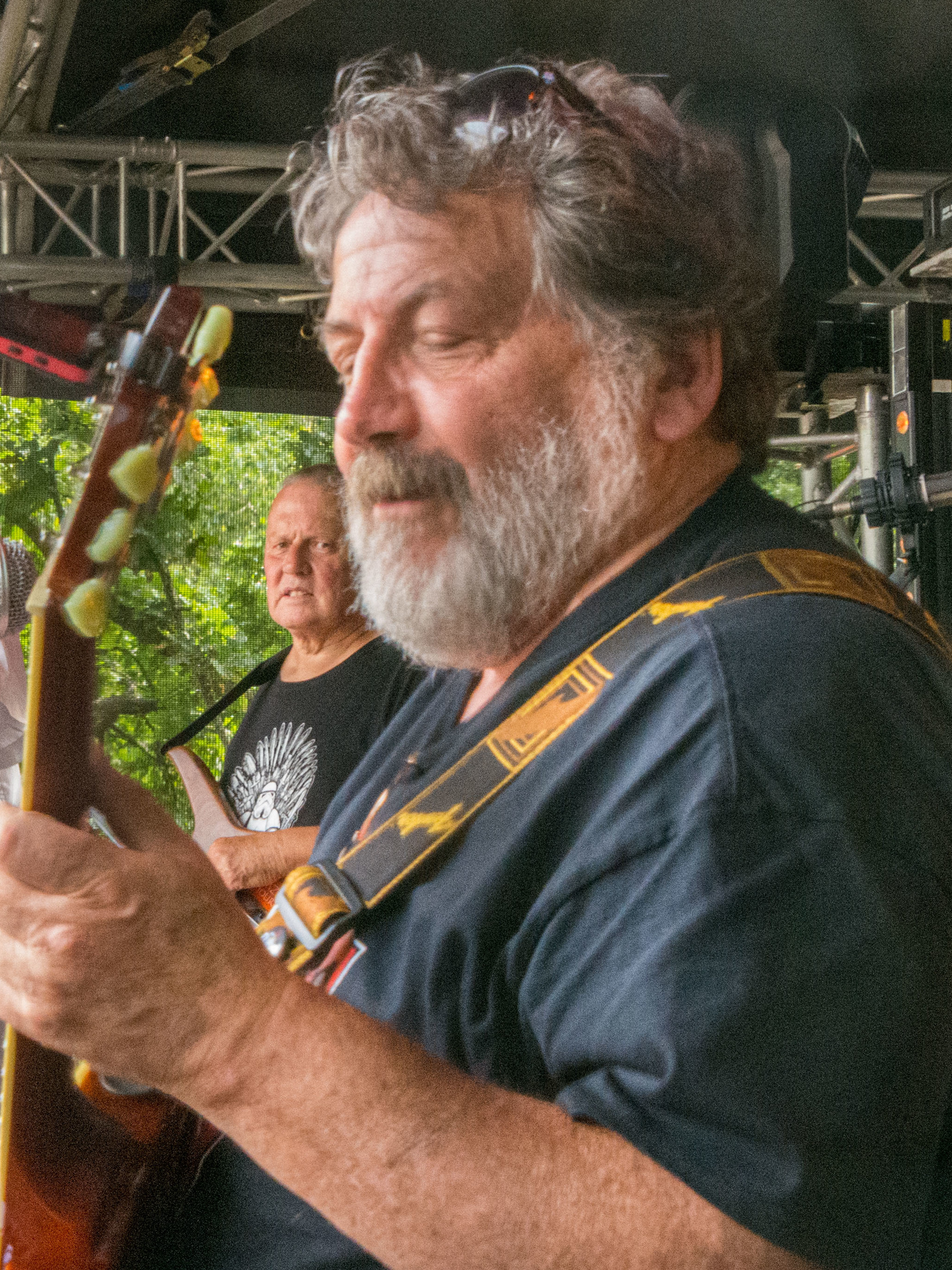
Tim Staffell (* 1948)

- Staffelmayr, Flo (* 1971), österreichischer Autor, Regisseur und Schauspieler
- Staffelsteiner, Moses, Arzt
- Staffelt, Ditmar (* 1949), deutscher Politiker (SPD), MdB
- Staffelt, Grietje (* 1975), deutsche Politikerin (Grüne), MdB
- Staffen, Rudolf (1898–1965), deutscher Ingenieur
- Staffhorst, Johann Friedrich von (1653–1730), württembergischer und kurhannoverscher Verwaltungsbeamter
- Staffieri, Bassano (1931–2018), italienischer Geistlicher, römisch-katholischer Bischof von La Spezia-Sarzana-Brugnato
- Staffieri, Gerolamo (1785–1837), Schweizer Stuckateur und Bildhauer
- Staffieri, Giovanni Maria (* 1944), Schweizer Politiker, Numismatiker, Historiker
- Staffilani, Gigliola (* 1966), italienisch-amerikanische Mathematikerin
- Staffler, Hanspeter (* 1966), italienischer Politiker und Beamter (Südtirol)
- Staffler, Johann Jakob (1783–1868), Tiroler Jurist und Verwaltungsbeamter
- Staffler, Josef (1846–1919), Südtiroler Gastronom, Initiator und Eigentümer der ersten Personenseilbahn in Mitteleuropa
- Staffler, Katrin (* 1981), deutsche Politikerin (CSU) und BiochemikerinKatrin Staffler (* 1981)

Katrin Staffler (* 1981)

- Staffler, Richard (1880–1962), Tiroler Jurist und Heimatforscher
- Staffner, Christl (* 1940), österreichische Skirennläuferin
- Stafford Peale, Ruth (1906–2008), US-amerikanische Schriftstellerin
- Stafford, Anna (1905–2004), US-amerikanische Mathematikerin und Hochschullehrerin
- Stafford, Barbara Maria (* 1941), US-amerikanische Kunsthistorikerin
- Stafford, Ben (* 1978), US-amerikanischer Eishockeyspieler
- Stafford, Bill (1939–2001), US-amerikanischer Baseballspieler
- Stafford, Cameron (* 1992), kaimanischer Squashspieler
- Stafford, Dorothy (1526–1604), englische Hofdame am Hof Elisabeths I.
- Stafford, Drew (* 1985), US-amerikanischer Eishockeyspieler
- Stafford, Ed (* 1975), britischer Abenteurer, Autor und Filmemacher
- Stafford, Edmund, 5. Earl of Stafford (1378–1403), englischer Adliger
- Stafford, Edward (1819–1901), Premierminister von Neuseeland
- Stafford, Edward, 3. Duke of Buckingham (1478–1521), englischer AdligerEdward Stafford, 3. Duke of Buckingham (1478–1521)

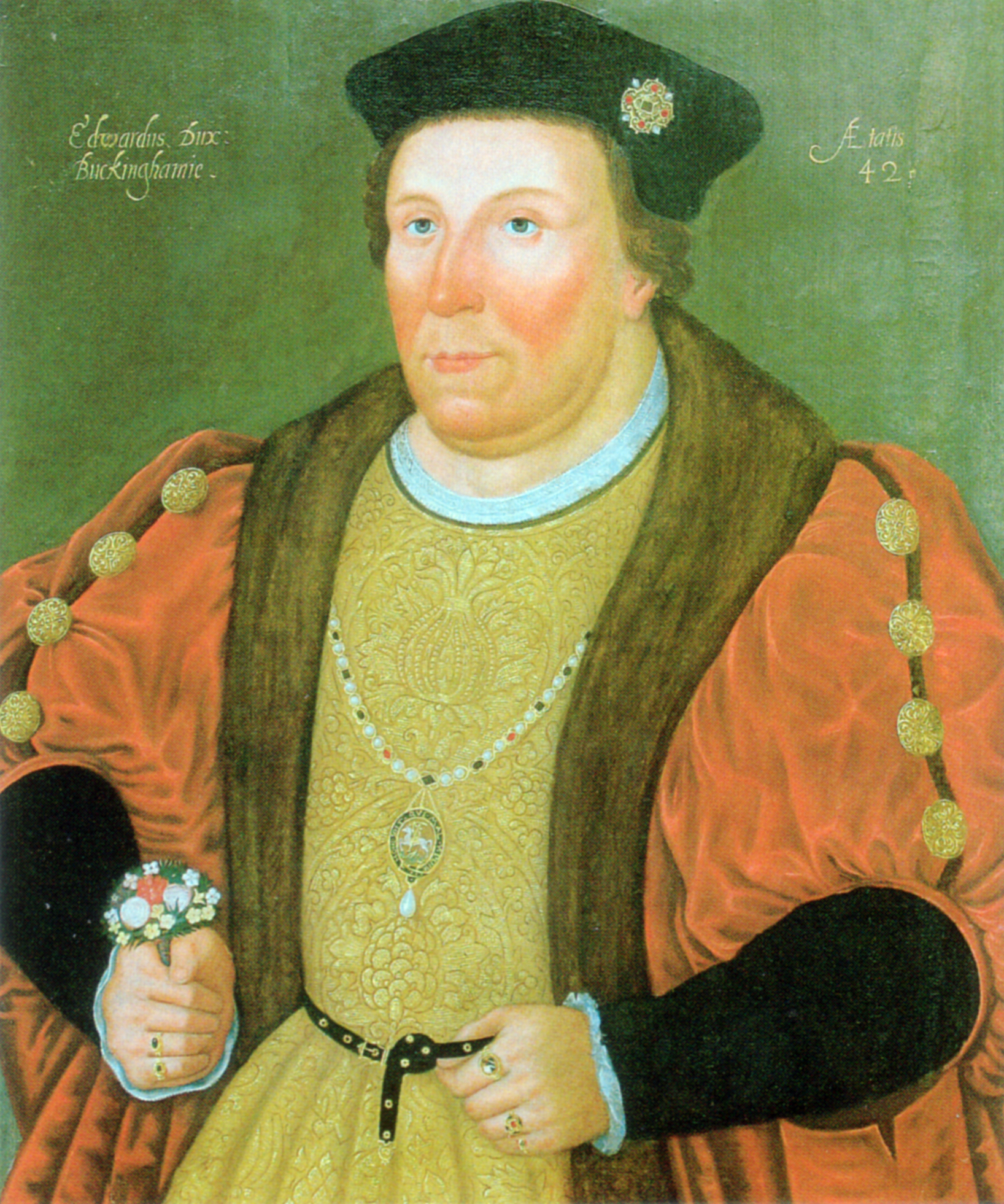
Edward Stafford, 3. Duke of Buckingham (1478–1521)

- Stafford, Emira (* 1997), US-amerikanische Tennisspielerin
- Stafford, Frederick (1928–1979), österreichischer Schauspieler
- Stafford, Garrett (* 1980), US-amerikanischer Eishockeyspieler
- Stafford, George (1898–1936), US-amerikanischer Jazz-Schlagzeuger der 1920er und 1930er Jahre
- Stafford, George (* 1950), US-amerikanischer Chemiker
- Stafford, George M. (1915–1995), US-amerikanischer Beamter, Vorsitzender der Interstate Commerce Commission
- Stafford, Grant (* 1971), südafrikanischer Tennisspieler
- Stafford, Greg (1948–2018), amerikanischer Spieleautor und Herausgeber
- Stafford, Gregg (* 1947), US-amerikanischer Trompeter, Sänger und Bandleader des Hot Jazz
- Stafford, Henry, 2. Duke of Buckingham (1455–1483), englischer Adliger
- Stafford, Humphrey, 1. Duke of Buckingham (1402–1460), Urenkel des englischen Königs Eduard III.
- Stafford, Humphrey, Earl of Stafford, Ururenkel des englischen Königs Eduard III.
- Stafford, J. W., US-amerikanischer Techniker
- Stafford, James Francis (* 1932), US-amerikanischer Kurienkardinal der römisch-katholischen Kirche
- Stafford, Jean (1915–1979), US-amerikanische Schriftstellerin
- Stafford, Jessie (* 1995), australische Leichtathletin
- Stafford, Jim (* 1944), US-amerikanischer Country- und Popsänger
- Stafford, Jo (1917–2008), US-amerikanische Pop- und Jazz-Sängerin
- Stafford, John († 1452), englischer Politiker und Erzbischof von Canterbury
- Stafford, John (1420–1461), englischer Edelknecht, Jurist und Politiker
- Stafford, John (* 1944), irischer Politiker
- Stafford, Kenny (* 1990), US-amerikanischer American-Football-Spieler, Arena-Football-Spieler und Canadian-Football-Spieler
- Stafford, Lancelot (1887–1940), britischer Leichtathlet
- Stafford, Lucia (* 1998), kanadische Leichtathletin
- Stafford, Lukas Charles, US-amerikanischer Schauspieler
- Stafford, Matthew (* 1988), US-amerikanischer American-Football-SpielerMatthew Stafford (* 1988)

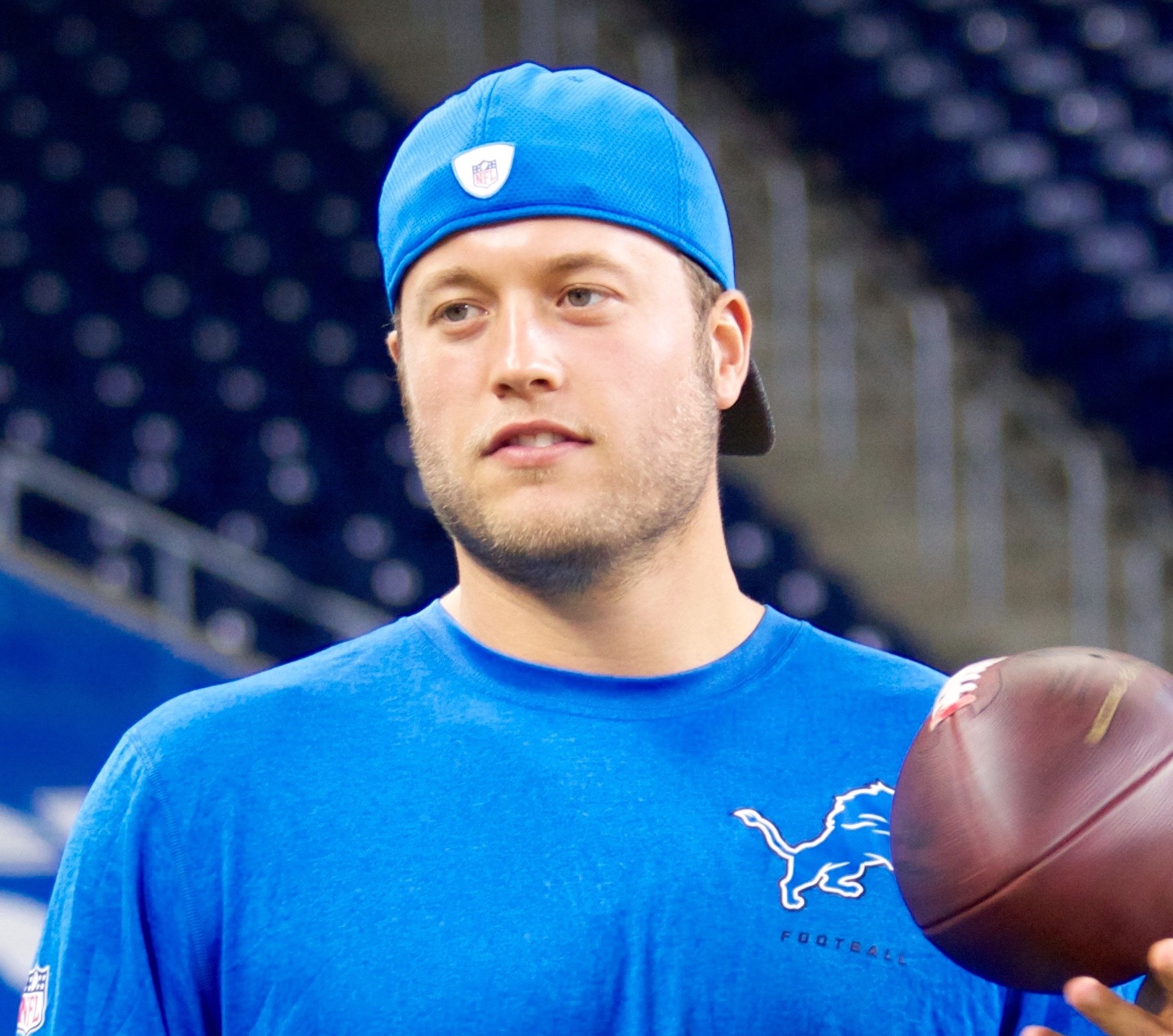
Matthew Stafford (* 1988)

- Stafford, Michelle (* 1965), US-amerikanische Schauspielerin
- Stafford, Muriel (1906–2004), kanadische Organistin, Chorleiterin und Musikpädagogin
- Stafford, Nancy (* 1954), US-amerikanische Schauspielerin, Moderatorin und Autorin
- Stafford, Ralph de, 1. Earl of Stafford (1301–1372), englischer Militär und Adliger
- Stafford, Rick (* 1972), deutscher Basketballtrainer
- Stafford, Robert (1913–2006), US-amerikanischer Politiker (Republikaner)
- Stafford, Shaun (* 1968), US-amerikanische Tennisspielerin
- Stafford, Terell (* 1966), US-amerikanischer Jazztrompeter
- Stafford, Terry (1941–1996), US-amerikanischer Sänger
- Stafford, Thomas († 1995), irischer Politiker
- Stafford, Thomas (* 1577), englischer Adliger, Militär und Politiker
- Stafford, Toby (* 1951), britischer Mathematiker
- Stafford, Tom, US-amerikanischer Astronom
- Stafford, Tom (1930–2024), US-amerikanischer AstronautTom Stafford (1930–2024)

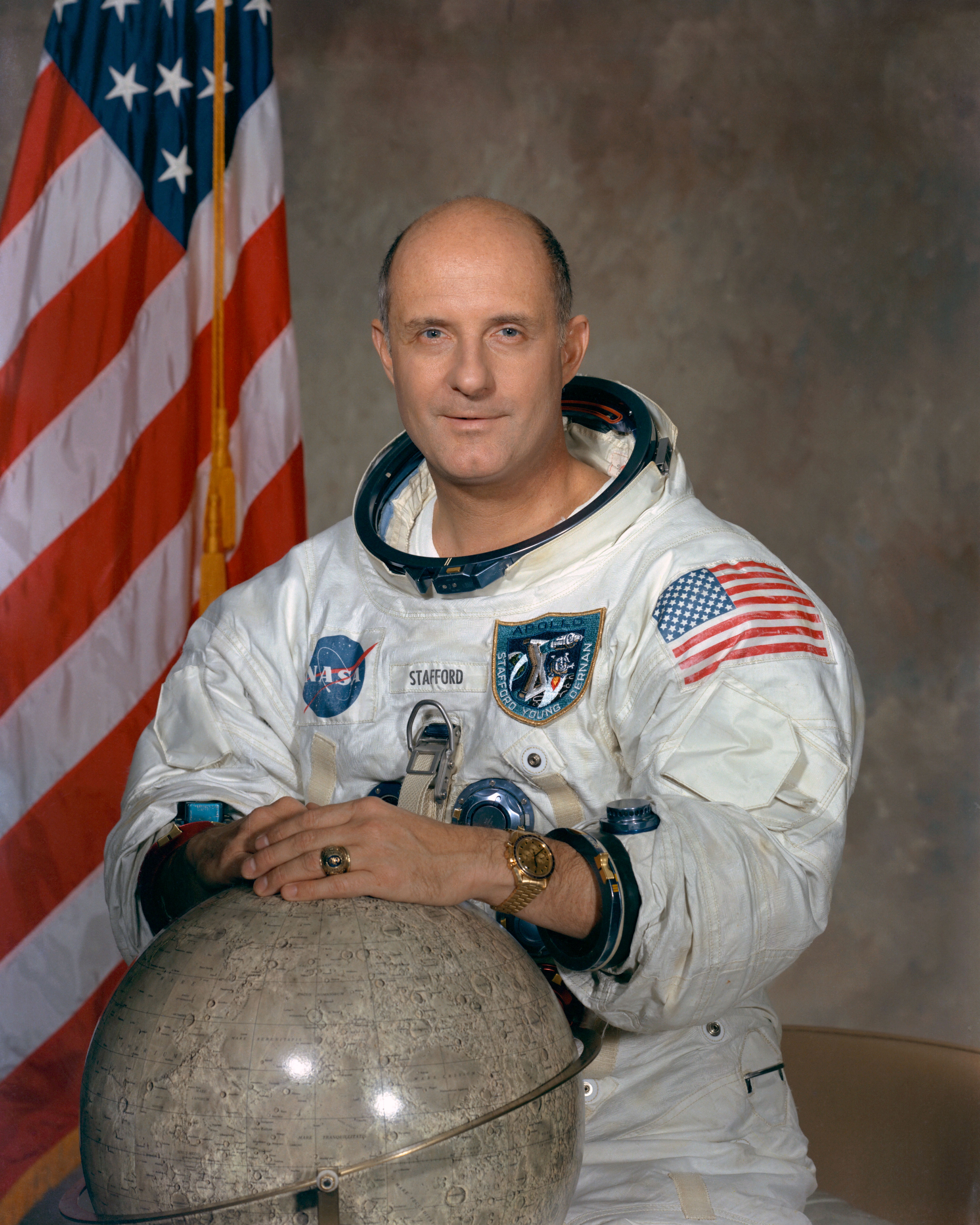
Tom Stafford (1930–2024)

- Stafford, William († 1556), englischer Grundbesitzer und zweiter Ehemann von Mary Boleyn
- Stafford, William (1914–1993), amerikanischer Dichter und Pazifist
- Stafford, William H. (1869–1957), US-amerikanischer Politiker

### Stafi
- Stafiej, Kazimierz (* 1968), polnischer Radrennfahrer
- Stafiej, Zofia (* 1999), polnische Schauspielerin

### Stafl
- Stafleu, Frans Antonie (1921–1997), niederländischer Botaniker

### Stafy
- Stafylidis, Konstantinos (* 1993), griechischer Fußballspieler